# William C. Lee

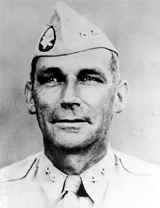
Major General William C. Lee

General William „Bill“ Carey Lee (* 12. März 1895 in Dunn, North Carolina; † 25. Juni 1948 ebenda) war ein US-amerikanischer Generalmajor im Zweiten Weltkrieg.

## Leben
Lee schloss 1917 seine Ausbildung am College des Staates North Carolina als Leutnant im Reserveoffizierskorps der US-Armee ab.
William Lee diente im Ersten Weltkrieg in Frankreich und wurde zum Kriegseintritt der USA im Dezember 1941 zum General befördert. Lee war ein Befürworter von Luftlandeoperationen. Obwohl diese Idee im US-Oberkommando nicht populär war, wurde sie vom Präsidenten Franklin Delano Roosevelt unterstützt. Lee organisierte die erste Fallschirmkompanie der Armee. Ebenso wurde er zum ersten Leiter der neuen Fallschirmjägerschule in Fort Benning ernannt.
Im August 1942 wurde Lee erster Befehlshaber der neuaufgestellten 101. US-Luftlandedivision in Camp Claiborne. Er begann seinen Dienst mit der Devise: „Die 101. hat keine Geschichte, aber ein Rendez-vous mit dem Schicksal.“ General Lee plante die Fallschirmabsprünge während der Landung in der Normandie im Juni 1944. Allerdings erlitt er einige Monate vor dem Beginn des Unternehmens einen Herzanfall und wurde zurück nach Amerika versetzt. Er wurde durch Maxwell Taylor als Chef der Division ersetzt. Um den Gründer ihrer Einheit zu ehren, schrien die US-Fallschirmjäger seinen Namen, bevor sie über Frankreich absprangen.
Lee zog sich noch im selben Jahr aus dem aktiven Dienst zurück und starb 1948 in seiner Heimatstadt. Die Stadt Dunn in North Carolina errichtete ihm zu Ehren das General William C. Lee Airborne Museum und benannt auch das örtliche Postamt nach ihm.
William C. Lee wurde mit der Army Distinguished Service Medal für außergewöhnlich und angesehene Verdienste für die Regierung der Vereinigten Staaten ausgezeichnet, in einer Pflicht von großer Verantwortung während des Zweiten Weltkriegs.